# The Sads
The Sads é uma banda de indie rock com base em Praga, República Checa, com cinco membros do Canadá, América e Escócia.

## Historia
The Sads a primeira foi em 1998 single, "On The Back Of A bode" e dois EP intitulado Our Lives Abide In Heaven e The Sads que foram lançadas em um pequeno selo independente, registros razoavelmente bom. Após estes lançamentos, em 2008, o The Sads assinado brevemente para Registros grátis, no Reino Unido, resultando em sua Scare Gravidez álbum de estréia em 17 de outubro de 2008, uma festa de lançamento do álbum-duplo com A Torre de gajos a Palac Akropolis em Praga.
Scare gravidez foi produzido por The Sads-se (com masterização por Ron Synovitz). Mojo revista deu ao álbum quatro estrelas em um comentário que apelidou o disco "um álbum que exala originalidade oco gritante, sem o peso da narrativa pessoal". A produção tem sido descrita como barroca ", usando uma de muitas camadas, piano, órgãos, cordas e assim por diante, ou apenas abaixo o volume em que eles podem ser distinguidos".
The Sads tem muitos festivais ao redor do mundo, incluindo o 2007 Festival de Glastonbury, Electric Picnic (Irlanda), City Love (República Checa), e Alt (Alemanha).

## Discografia

### Álbuns
- Pregnancy Scare (2008)

### EP
- Our Lives Abide In Heaven (EP) (2002)
- The Sads (EP) (2004)

### Singles
- "On The Back Of A Billygoat" (July, 1998)
- "I Am The Beach Boy Who Died In The Ocean" (July, 2002)
- "Phoebe Cates" (October, 2004)

### Compilações
- "Songs For František Skála" ("Prague Ao presentao", 2007)
- "Prague Independent Music collective Plan 1A" (2007)
- "Kenspiracy: A tributo do Ken Nash" (2009)